# Konopki (gromada)
Konopki – dawna gromada, czyli najmniejsza jednostka podziału terytorialnego Polskiej Rzeczypospolitej Ludowej w latach 1954–1972.
Gromady, z gromadzkimi radami narodowymi (GRN) jako organami władzy najniższego stopnia na wsi, funkcjonowały od reformy reorganizującej administrację wiejską przeprowadzonej jesienią 1954 do momentu ich zniesienia z dniem 1 stycznia 1973, tym samym wypierając organizację gminną w latach 1954–1972.
Gromadę Konopki z siedzibą GRN w Konopkach utworzono – jako jedną z 8759 gromad na obszarze Polski – w powiecie mławskim w woj. warszawskim, na mocy uchwały nr VI/10/8/54 WRN w Warszawie z dnia 5 października 1954. W skład jednostki weszły obszary dotychczasowych gromad Konopki, Morawy, Rosochy, Żmijewo-Gaje, Żmijewo-Kuce, Żmijewo Kościelne, Żmijewo-Trojany i Żmijewo-Ponki ze zniesionej gminy Stupsk w powiecie mławskim oraz obszar dotychczasowej gromady Bolewo i kolonia Konopki Piaski z dotychczasowej gromady Krośnice ze zniesionej gminy Regimin w powiecie ciechanowskim w tymże województwie. Dla gromady ustalono 16 członków gromadzkiej rady narodowej.
1 stycznia 1960 do gromady Konopki przyłączono wsie Bołąk, Borzyn i Grzymek ze znoszonej gromady Piegłowo w tymże powiecie.
31 grudnia 1961 do gromady Konopki przyłączono wsie Budy Bolewskie i Krośnice z gromady Regimin w powiecie ciechanowskim w tymże województwie.
Gromada przetrwała do końca 1972 roku, czyli do kolejnej reformy gminnej.